# Kvačany (okres Prešov)
Kvačany jsou obec na Slovensku, v okrese Prešov v Prešovském kraji. V obci žije 283 obyvatel.

## Poloha
Obec leží v Šarišské vrchovině v údolí Kvačianského potoka. Členitá vrchovina má nadmořskou výšku v rozmezí od 365 do 617 m n. m., střed obce je ve výšce 390 m n. m. Území je tvořeno centrálně-karpatským flyšem.
Obec sousedí
|        | Žipov              |         |
| Klenov |                    | Bajerov |
|        | Sedlice Miklušovce |         |

## Historie
První písemná zmínka o obci je z roku 1626, kde je uváděná jako Quaczian, později jako Kwaczan. V roce 1920 byla uváděná jako Spišské Kvačany a od roku 1927 jako Kvačany, maďarsky: Kvacsán nebo Kacsány. V roce 1787 žilo v 28 domech 208 obyvatel a v roce 1828 bylo v obci 35 domů a žilo 284 obyvatel.
Hlavní obživou byla práce v lese (dřevorubectví), povoznictví a výroba dřevěných předmětů. V roce 1831 se obec zapojila do povstání sedláků.

## Památky
V obci je řeckokatolický filiální kostel svatého Michala archanděla, který byl postaven v roce 1796 v barokně klasicistním slohu. Kostel byl opraven v roce 1937. Je jednolodní stavba na půdorysu obdélníku s půlkruhovým uzávěrem kněžiště a věží v západním průčelí. V interiéru jsou stropy zaklenuté dvěma poli pruské klenby. Hlavní oltář představuje třířadý ikonostas, který je členěný pilastry s arkádou. Barokní boční oltář je zasvěcený Pietě, je z devadesátých let 18. století. Filie patří pod farnost Panny Marie ochránkyně v Klenově, děkanát Prešov, archeparchie prešovské.